# Церковь Святого Спиридона (Триест)
Церковь Святого Спиридона, или Храм Святой Троицы и Святого Спиридона — церковь сербской православной общины в городе Триесте, региона Фриули-Венеция-Джулия, Италия. Здание расположено в районе Borgo Teresiano на улице Святого Спиридона (итал. San Spiridione) близ Канала Гранде.

## Архитектурный стиль
Храм был построен в 1869 году в византийском стиле по проекту архитектора Карло Мачиакини (итал. Carlo Francesco Maciachini).
Здание в византийском стиле, имеет высокий синий купол и четыре башни-колокольни, полусферические шапки и синие большие мозаичные украшения, которые украшают наружные стены.
Интерьер богато украшен в соответствии с византийскими канонами, полностью украшен картинами на нефе, имитирующими мозаику. Большие серебряные лампы, что висят на входе, получены в качестве подарка от русского императора Павла I.
Храм построен на месте более старой церкви Святого Спиридона, существовавшей с 1753 года.